# Aechmea castanea
Espèce
Classification phylogénétique
Synonymes
- Aechmea microcephala E.Pereira & Leme
- Chevaliera castanea (L.B.Sm.) L.B.Sm. & W.J.Kress
- Chevaliera microcephala (E.Pereira & Leme) L.B.Sm. & W.J.Kress

Aechmea castanea est une espèce de plantes de la famille des Bromeliaceae, endémique de la forêt atlantique (mata atlântica en portugais) au Brésil.

## Synonymes
- Aechmea microcephala E.Pereira & Leme[2] ;
- Chevaliera castanea (L.B.Sm.) L.B.Sm. & W.J.Kress[2] ;
- Chevaliera microcephala (E.Pereira & Leme) L.B.Sm. & W.J.Kress[2].